# Lakargiíta
La lakargiíta es la forma mineral de un óxido múltiple de composición CaZrO3, también descrito como Ca(Zr,Sn,Ti)O3.
El nombre de este mineral proviene del lugar de su descubrimiento, el monte Lakargi, en la República de Kabardino-Balkaria (Rusia). Sus características fueron descritas por primera vez en 2008 por Evgeny Galuskin y colaboradores.

## Propiedades
La lakargiíta es un mineral entre translúcido y subopaco de color pardo rojizo o amarilento, casi incoloro. Presenta brillo vítreo, adamantino.
Con luz reflejada es marrón claro o incoloro, con reflexiones internas pardo-rojizas y rosas.
De gran dureza —entre 8 y 9 en la escala de Mohs—, su densidad es de 4,59 g/cm³.
La lakargiïta cristaliza en el sistema ortorrómbico, clase dipiramidal (2/m 2/m 2/m).
Contiene un 30% de zirconio, un 22% de calcio y un 9% de estaño; otros elementos presentes son titanio (4,7%), uranio (1,9%), hierro (1,7%), hafnio (0,8%) y torio (0,8%).
Es un mineral radioactivo, miembro del subgrupo mineralógico de la perovskita, pudiéndose considerar el análogo de circonio de este último mineral.

## Morfología y formación
El material tipo de este mineral forma cristales pseudocúbicos de hasta 30 - 35 μm de tamaño, así como agregados de hasta 200 μm. Aparece como mineral accesorio en skarns de altas temperaturas en rocas de silicatos-carbonatos.
En dicho emplazamiento se presenta asociado a cuspidina, calcita, larnita, spurrita, rondorfita, reinhardbraunsita, wadalita y perovskita.

## Yacimientos
La localidad tipo de la lakargiíta está en el monte Lakargi (Cáucaso norte, Rusia), en un xenolito de silicatos-carbonatos que se encuentra en la caldera de un volcán. Dicho xenolito es también localidad tipo de minerales como bitikleíta, chegemita, edgrewita y pavloskyíta.
También se ha encontrado este mineral en el volcán Bellerberg (Eifel, Alemania) y en vertidos de carbón quemado en Donetsk (Ucrania).
La lakargiïta también está presente en el meteorito Acfer 094, encontrado en el Sáhara argelino, uno de los más antiguos conocidos.